# Mattersburg
Mattersburg (węg. Nagymarton, burg.-chorw. Matrštof) – miasto powiatowe w Austrii, w kraju związkowym Burgenland, siedziba powiatu Mattersburg. Liczy 7,12 tys. mieszkańców (1 stycznia 2014).